# Cohen Live: Leonard Cohen in Concert
| Recensione              | Giudizio |
| ----------------------- | -------- |
| AllMusic                |          |
| Dizionario del Pop-Rock |          |
| 24.000 dischi           |          |

Cohen Live: Leonard Cohen in Concert è un album discografico live del cantautore folk canadese Leonard Cohen, pubblicato nel giugno del 1994.

## Tracce

### CD
Testi e musiche di Leonard Cohen, eccetto dove indicato.
1. Dance Me to the End of Love – 6:10 – Registrato dal vivo il 17 giugno 1993 al "O'Keefe Center" di Toronto
2. Bird on the Wire – 6:53 – Registrato dal vivo il 17 giugno 1993 al "O'Keefe Center" di Toronto
3. Everybody Knows – 6:08 (Leonard Cohen, Sharon Robinson) – Registrato dal vivo il 29 luglio 1993 al "Orpheum Theatre" di Vancouver
4. Joan of Arc – 6:13 – Registrato dal vivo il 17 giugno 1993 al "O'Keefe Center" di Toronto
5. There Is a War – 4:46 – Registrato dal vivo il 17 giugno 1993 al "O'Keefe Center" di Toronto
6. Sisters of Mercy – 6:15 – Registrato dal vivo il 17 giugno 1993 al "O'Keefe Center" di Toronto
7. Hallelujah – 6:54 – Registrato dal vivo il 31 ottobre 1988 al "Austin City Limits" di Austin
8. I'm Your Man – 5:29 – Registrato dal vivo il 17 giugno 1993 al "O'Keefe Center" di Toronto
9. Who by Fire? – 5:09 – Registrato dal vivo il 31 ottobre 1988 al "Austin City Limits" di Austin
10. One of Us Cannot Be Wrong – 5:20 – Registrato dal vivo il 20 maggio 1988 al "Veledromo Anoeta (Velódromo de Anoeta)" di San Sebastián
11. If It Be Your Will – 3:18 – Registrato dal vivo il 31 ottobre 1988 al "Austin City Limits" di Austin
12. Heart with No Companion – 4:50 – Registrato dal vivo il 19 aprile 1988 al "Muziek Theatre" di Amsterdam
13. Suzanne – 4:15 – Registrato dal vivo il 29 luglio 1993 al "Orpheum Theatre" di Vancouver

## Musicisti
1988
- Leonard Cohen – voce, chitarra, tastiere
- Bob Metzger – chitarre, chitarra pedal steel
- John Bilezikjian – oud, mandolino
- Bob Furgo – tastiere, violino
- Tom McMorran – tastiere
- Stephen Zirkel – basso, tastiere, tromba
- Steve Meador – batteria
- Perla Batalla – cori
- Julie Christensen – cori
- Roscoe Beck – direzione musicale
- Leanne Ungar – ingegnere delle registrazioni
- Peter Flynn – ingegnere delle registrazioni (monitor)

1993
- Leonard Cohen – voce, chitarra, tastiere
- Bob Metzger – chitarre, chitarra pedal steel
- Bob Furgo – tastiere, violino
- Bill Ginn – tastiere
- Paul Ostermayer – sassofoni, tastiere
- Jorge Calderón – basso, voce
- Steve Meador – batteria
- Perla Batalla – cori
- Julie Christensem – cori
- Leanne Ungar – ingegnere delle registrazioni
- Peter Flynn – ingegnere delle registrazioni (monitor)[4]